# SC-01G
ドコモ スマートフォン GALAXY Note Edge SC-01G（ドコモ スマートフォン ギャラクシー ノート エッジ エスシーゼロイチジー）は、韓国のサムスン電子によって開発された、NTTドコモの第3.9世代移動通信システム（Xi）と第3世代移動通信システム（FOMA）のデュアルモード端末である。ドコモ スマートフォン（第2期）のひとつ。

## 概要
SC-01Fの後継機種で、筺体の右側に曲面ディスプレイを搭載している。この曲面ディスプレイは本体と独立しており、アプリケーションの切り替えを素早く行ったり、ショートカット操作を行うことが可能となっているほか、アプリの操作や動画視聴、写真や動画撮影を全画面を使って楽しむことができる。
Noteシリーズの独自機能である「Sペン」が進化。ペン先の感度が「GALAXY Note 3」と比較し約2倍になり、まるで紙に書くようなリアルな使い心地を実現。またSペンのボタンを押しながらさっと線を引くだけで写真やテキストの一括選択ができるなど、PCのマウスのような操作性も実現している。
インカメラはF値1.9の広角レンズを採用した370万画素で、ワイド自分撮りモードを使えば、最大120°の広角撮影が可能で、複数人数での集合写真も撮影できる。
他にも、日本独自機能としてワンセグ・おサイフケータイに加え、GALAXYシリーズでは初となるフルセグ放送の受信にも対応している。またハイレゾ音源の再生に対応し、K2HDプロセッシングによりMP3やCDの音楽データをハイレゾ化することで、失われてしまう音楽情報を再生成し、原音に極めて忠実な高音質で再生することが可能となっている。さらに3つのマイクを使ったノイズキャンセラー機能搭載により、雑音を排除したクリアな通話音質を実現したほか、ボイスレコーダーでは、8方向からの音や会話を聞き分けて、音声の方向を判別して録音し、特定方向からの会話だけを再生することができる「会議モード」も搭載している。
TD-LTEと700MHzに対応している。TD-LTE対応はドコモ スマートフォンシリーズでは本機種が初めてとなる。
なお、防水性能は搭載していない。
キャッチコピーは「スマホの新しいカタチ。曲面有機ELディスプレイでプレミアムな使い方を。」。

## 搭載アプリ
PC連携アプリ
- Samsung Kies 3

Google標準アプリ
- Chrome
- Gmail
- Google
- Google+
- Google設定
- Playゲーム
- Playストア
- Playブックス
- Playムービー&TV
- YouTube
- ハングアウト
- 写真
- マップ
- 音声検索

メーカー提供アプリ
- Dropbox
- Evernote
- Eメール
- Flipboard
- GALAXY Apps
- PEN.UP
- S Health
- Samsung Apps
- Smart Remote
- SMS
- Sノート
- Sプランナー
- Sボイス
- おサイフケータイ
- カメラ
- ギャラリー
- スクラップブック
- ダイヤル
- ビデオ
- ブラウザ
- ボイスレコーダー
- マイファイル
- テレビ
- ミュージック
- 辞書
- 設定
- 電卓
- 時計
- 取扱説明書
- 防災生活インフォ
- 名刺認識
- 連絡先

## 主な機能
| 主な対応サービス                                | 主な対応サービス                                      | 主な対応サービス                     | 主な対応サービス                                                  |
| ----------------------------------------------- | ----------------------------------------------------- | ------------------------------------ | ----------------------------------------------------------------- |
| タッチパネル/加速度センサー                     | Xi/FOMAハイスピード/VoLTE                             | Bluetooth                            | DCMX/おサイフケータイ/NFC/かざしてリンク/赤外線/トルカ            |
| ワンセグ/フルセグ/モバキャス                    | メロディコール                                        | テザリング                           | WiFi IEEE802.11a/b/g/n/ac                                         |
| GPS                                             | ドコモメール/電話帳バックアップ                       | デコメール/デコメ絵文字/デコメアニメ | iチャネル                                                         |
| エリアメール/ソフトウェアーアップデート自動更新 | デジタルオーディオプレーヤー(WMA・MP3他)/ハイレゾ音源 | GSM/3Gローミング(WORLD WING)         | フルブラウザ/Flash Player                                         |
| Google Play/dメニュー/dマーケット               | Gmail/Google Talk/YouTube/Picasa                      | バーコードリーダ/名刺リーダ          | ドコモ地図ナビ/ドコモ ドライブネット/Google Maps/ストリートビュー |

## 歴史
- 2014年9月3日（現地時間） - ドイツ・ベルリンの家電展示会「IFA 2014」にてサムスン電子よりグローバルモデル発表。この時点はで日本国内での販売は未定だった[10]。
- 2014年9月18日 - 全国のGALAXY SHOPにて先行展示開始、東京ゲームショウ 2014にて日本国内での販売が予告される[11]。
- 2014年9月30日 - NTTドコモより公式発表、事前予約開始。
- 2014年10月23日 - Charcoal Black発売開始[12]。
- 2014年11月13日 - Frost White発売開始[13]。

## アップデート・不具合など
2015年2月2日のアップデート
- 通話中、相手の声に雑音が混入する場合がある不具合を修正する。
- ビルド番号がKTU84P.SC01GOMU1ANJ3からKTU84P.SC01GOMU1AOA3になる。

2015年4月21日
- 使用状況によって、電池の持ちが悪くなる場合がある。
- ビルド番号：KTU84PSC01GOMU1AOD1

2015年7月23日
- Android 5.0へアップデート
- VoLTE通話中、まれに相手の声が途切れて聞こえる場合がある。
- ビルド番号：LRX22C.SC01GOMU1BOF4

2015年8月31日
- ビデオコール時、自端末に表示される相手画像が正常に表示されない場合がある。
- ビルド番号：LRX22C.SC01GOMU1BOH7

2016年4月18日
- 特定の条件下において、着信拒否が正常に動作しない場合がある。
- ビルド番号：LRX22C.SC01GOMU1BPC3